# Seigneurie de Beauharnois
Pour les articles homonymes, voir Beauharnois.
La seigneurie de Beauharnois, également désignée comme la seigneurie de Villechauve et la seigneurie d’Annfield, était une seigneurie en Nouvelle-France. Son territoire couvrait  l'actuelle municipalité régionale de comté de Beauharnois-Salaberry de même qu’une partie de celle du Haut-Saint-Laurent dans la région de la Vallée-du-Haut-Saint-Laurent en Montérégie au Québec.

## Géographie
La seigneurie de Beauharnois prend la forme d'un carré dont les dimensions correspondent à 6 lieues de front sur 6 lieues de profondeur, soit une superficie de 855 km2  sur la rive gauche du fleuve Saint-Laurent, en amont de la seigneurie de Châteauguay. Sur la rive opposée se trouve la seigneurie de Soulanges, concédée en 1702, alors que le territoire situé au sud, au piémont des Adirondacks sera développé en cantons durant le Régime anglais.

## Histoire
La seigneurie est concédée en 1729 à Charles de la Boische et à son frère Claude de Beauharnois de Beaumont.  En 1750, la seigneurie est reconcédée à François de Beauharnois, fils de Claude,. En 1763, après le traité de Paris, par lequel la France cède la Nouvelle-France à la Grande-Bretagne, Beauharnois, qui vit alors à Paris, vend la seigneurie à Michel Chartier de Lotbinière, lequel acquiert à la même époque les seigneuries de Vaudreuil et de Rigaud. À cette époque, seules les rives du lac près de Beauharnois sont occupées, l’ensemble de la seigneurie étant encore sous couvert forestier. Dans la deuxième moitié du XVIIIe siècle, la seigneurie génère des revenus importants par la vente de bois, laquelle est plus profitable que la concession de terres, ce qui retarde le développement du territoire. En 1795, Chartier vend la seigneurie à Alexander Ellice. Celui-ci fait arpenter la seigneurie en 1800 et le domaine est réparti en section. Ellice désigne la seigneurie à partir du prénom de son épouse, soit Annfield. Toutefois, ce nom ne réussit pas à s’imposer et les documents officiels font à peu près toujours mention de la seigneurie de Beauharnois. Il fait construire un moulin à farine. Ellice meurt en 1804 et après une tenure successive par ses fils George et Robert, son autre fils, Edward, hérite de la seigneurie. Il amorce alors le début de l’occupation du territoire et plusieurs colons s’établissent dans les différentes parties de la seigneurie. En 1838, les Patriotes s'emparent du manoir seigneurial et font Edward Ellice prisonnier. Ellice vend alors la seigneurie à un banquier londonien du nom de Scott et retourne en Angleterre.

## Seigneurs
| Période   | Seigneur                                                   |
| --------- | ---------------------------------------------------------- |
| 1729-1749 | Charles de la Boische et Claude de Beauharnois de Beaumont |
| 1749-1750 | Claude de Beauharnois de Beaumont                          |
| 1750-1763 | François de Beauharnois                                    |
| 1763-1795 | Michel Chartier de Lotbinière                              |
| 1795-1804 | Alexander Ellice                                           |
| 1804-1817 | George Ellice                                              |
| 1817      | Robert Ellice                                              |
| 1817-1839 | Edward Ellice                                              |
| 1839-1844 | Scott                                                      |
| 1844-1851 | London Land                                                |
| 1851-1866 | Edward Ellice                                              |
| 1866-1880 | Montreal Investment Association                            |
| 1880-1940 | Montreal Investment Trust                                  |